# イトカケマイマイ
イトカケマイマイ（糸掛蝸牛）、学名 Sicradiscus hirasei （または Plectopylis (Sinicola) hirasei ）は、イトカケマイマイ科に分類される殻径6mm前後の小型の陸生の巻貝（カタツムリ）の一種。日本の宮古列島の一部にのみ生息する同列島の固有種で、中国南部からインドシナ半島に分布の中心をもつイトカケマイマイ科のうち、最東端に分布する種である。
和名は、糸を掛けたように見える殻表の縦脈に因む。属名 Sicradiscus はハンガリー語の方言「szikra（小さい）」＋ラテン語の「discus（円盤）」で、この属の殻形から。種小名の hirasei は、貝類研究家平瀬與一郎への献名（詳細は#分類の項を参照）。

## 分布
日本：沖縄県
- 宮古列島（宮古島と伊良部島）（現生個体群）
- †石垣島（約2万年前の化石）[5]。

## 形態
大きさと全形
殻長（殻高）3mm、殻径6mm前後の厚みのある円盤形。上面（螺塔部）は弱く高まり、周縁は丸みを帯びつつ角張って肩を作る。底面には殻径の1/3程度の大きさの臍孔が開く。螺層は約6層あまりで、巻きは細かい（螺管の増大率が小さい）。
殻色
全体に褐色。
殻表彫刻
上面には細かい成長線と螺条とがあり、交わって細かい布目状となる。これに加え「イトカケ」の名の由来になった、殻皮による間隔を置いた細い縦脈がある。縦脈は上面よりも側面から底面にかけて目立ち、周縁部（肩の部分）では伸びて毛条突起となる。ただし毛状部は摩滅したり脱落したりしていて認めにくいこともある。側面から底面にかけては多少の光沢がある。
殻口および殻内
成貝の殻口は反転し白く肥厚した口唇を作る。内唇にも口唇に似て白く肥厚した縦長の隔板（滑層隆起）をもち、その中央付近では微かに内方にも肥厚が伸びる気配がある。体層(＝最終層）の殻口から1/3周ほど奥には、螺管内面の内側壁と外側壁の両方に複数の襞があり、これらは殻の外側からもその存在が白っぽく視認できる。襞の形態はイトカケマイマイ科の分類に用いられる。
生殖器
このグループの生殖器は比較的単純とされるが、陰茎に盲管があるものとないものがある。本種の生殖器は一応報告されているが、図が不良なため盲管の有無は判断できないとされる。しかし近縁種には盲管がないので、おそらく本種もないだろうという。また本科一般に見られる特異な形質として、交尾嚢の分岐部に隣接して交尾嚢と同長の機能不明な細長い盲管が分岐するが:558、本種については報告されておらず、この盲管の存否は不明である。

## 生態
地上性で、湿度の高い森林の落葉層に生息する。

## 分類
原記載
- 原記載名： Plectopylis (Sinicola) hirasei Pilsbry, 1904
- 原記載文献：Pilsbry 1904 Nautilus 18 (3): 58-59 [2].
- タイプ産地：「Miyakojima, Riukiu」（宮古島, 琉球）
- タイプ標本：殻長（殻高） 3mm、殻径 5.7mm、臍孔径 2mm（原記載）。
  - レクトタイプ：ドレクセル大学自然科学アカデミー所蔵：登録番号 no.87632（拡大できる画像あり）
- 備考：原記載でのタイプ標本の番号は「no.87637」となっているが、現在レクトタイプとして保存されているのは上記のとおり no.87632である。種小名 hirasei は明治から大正にかけて日本産貝類の研究を大きく進展させた平瀬与一郎への献名で、本種も平瀬が米国の貝類学者 Pilsbry に送った標本に基づき、日本初のイトカケマイマイ科の新種として記載された。

属
1904年の原記載以来、21世紀初頭まで本種は Plectopylis 属のイトカケマイマイ亜属 Plectopylis (Sinicola)（現在は属に昇格） に分類されてきたが、2013年に本種を含めた複数の種が新属 Sicradiscus 属に分類されるようになった:50。この属は原殻（胎殻）が平滑なこと、底面に光沢があること、螺管内の内周側の襞のうち前方のものが明瞭に発達することなどを特徴として区別されている。
属名 Sicradiscus のうち、Sicra は小さいことを意味するハンガリー語のセーケイ方言「szikra」(”スィクラ”）、discus はラテン語で円盤を意味する「discus」で、この属に分類される種がいずれも小さな円盤形の殻をもつことに由来する:50。属名にハンガリー語が用いられているのは本属の記載者がハンガリー人であったためで、イトカケマイマイ科自体はヨーロッパには分布せず、ハンガリーとの直接的関係もない。
ただしこの新属を認めない考えもあり、環境省のレッドリスト（2017年版）や沖縄県のレッドデータブック（2017年版） では、本種や類縁種を従来どおりイトカケマイマイ亜属 Plectopylis (Sinicola) に分類し、 Sicradiscus を用いていない。
類似種
Sicradiscus 属は、日本では本種の他に西表島に分布するヤエヤマイトカケマイマイ Sicradiscus pallgergelyi が知られ、国外では台湾から1種、中国から複数種、ベトナムから1種が知られる。このうちヤエヤマイトカケマイマイが本種に最も近縁で、微細な殻表彫刻や螺管内面の隆起などの形態で区別される。台湾の山地に生息するタイワンイトカケマイマイ Sicradiscus ishizakii (T. Kuroda, 1941) はやや大きく、同じく殻表彫刻や内面隆起の違い、殻口内唇の隔板がやや弱いことなどで区別され、イトカケマイマイ、ヤエヤマイトカケマイマイ、タイワンイトカケマイマイの3種はひとつのクレード（単系統群）になるという。

## 保全状態評価
- （2017年）絶滅危惧I類 (CR+EN)（環境省レッドリスト）
- 絶滅危惧I類(CR+EN) - 沖縄県（2017年）[5]
- 宮古島市自然環境保全条例保全種（2005年）[5]